# レオポルド・ルゴネス

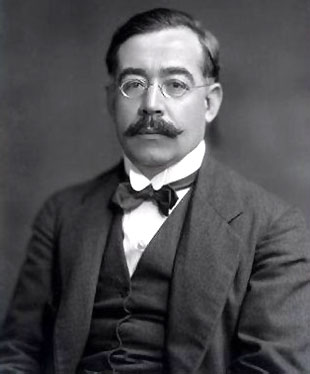
レオポルド・ルゴネス（1922年頃）

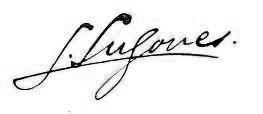

レオポルド・ルゴネス（Leopoldo Lugones, 1874年6月13日 - 1938年2月18日）は、アルゼンチンの詩人、短編作家。アルゼンチン近代を代表する文学者の一人で、モデルニスモ文学の担い手の一人。行動的な性格と旺盛な知的好奇心の持ち主で、著作の中には哲学や数学に踏み込むものもある。斬新な詩風と巧みな修辞が評価されている。ルゴーネスとも表記する。

## 生涯
アルゼンチンのコルドバ州サンタ・マリア・デル・リオ・セコに生まれる。大学を卒業後、1891年にブエノスアイレスへ出て郵便局員などさまざまな職業に就く。この時期に、アルゼンチンに滞在中であったルベン・ダリオの知遇を受ける。新聞記者を務めていた際には社会主義を称賛する記事を書いている。やがて雑誌「モンタニャ」の発行を始め、一方で詩作を始める。
1897年に処女詩集『黄金の山々』を発行。ルベン・ダリオに称賛される。この作品では叙事詩への好みが窺える。以後は様々な詩風を模索する一方で散文も手掛ける。1905年に詩集『庭園の黄昏』、翌年に短編集『奇妙な力』、1909年に『感傷的な暦』を発表。1910年にアルゼンチン独立100周年記念として『世俗的な頌歌』を発表。この頃から叙事詩への傾倒が顕著になる。
詩人としての名声も高まり、政府の文化系機関の要職や国際連盟の文化事業部門の委員を歴任。アルゼンチン作家協会を設立し、1926年には国民文学賞を受賞する。
1927年に『昔からの詩』を発表するが、この時期から次第にファシズムに傾倒するようになる。だがこれによって若い支持層を失い、更には独裁政権の崩壊によって知識人層からも糾弾を受ける。
1938年、『リオ・セコのロマンセ』を遺稿に、ブエノスアイレス郊外のティグレにて服毒自殺した。

## 思想
ルゴネスは当初は無政府主義者であったが、やがて社会主義を標榜するようになった。これは、詩人は社会の指導者として大衆を正しく導くべきという彼の思想が反映されている。この思想は処女詩集の『黄金の山々』に強く反映されている。だが次第に社会主義の限界を知るようになると国家社会主義（ファシズム）に傾倒する。しかしここでも絶望を味わうことになる。自殺の原因のひとつとして、このような政治的挫折が関連していると考えられている。

## 影響
同じくアルゼンチンの作家であるホルヘ・ルイス・ボルヘスはルゴネスを自らの先駆とみなし、散文集『創造者』を捧げている。

## 主要作品
詩集
- 『黄金の山々』 (Las montañas del oro) 1897年
- 『庭園の黄昏』[5] (Los crepúsculos del jardín) 1905年
- 『感傷的な暦』[6] (Lunario sentimantal) 1909年
- 『世俗的な頌歌』[7] (Odas seculares) 1910年
- 『風景の書』 (El libro de los paisajes) 1917年
- 『昔からの詩』 (Poemas solariegos) 1927年
- 『リオ・セコのロマンセ』[9] (Romances del Río Seco) 1938年

短編集
- 『ガウチョの戦い』 (La guerra gaucha) 1905年
- 『奇妙な力』 (Las fuerzas extrañas) 1906年 - 収録作に「イスール」(Yzur)など。
  - 大西亮訳 『アラバスターの壺／女王の瞳　ルゴーネス幻想短編集』光文社古典新訳文庫 2020年1月